# Orlando paladino
Orlando paladino (Paladinen Roland) är en opera (dramma eroicomico) i tre akter med musik av Joseph Haydn och libretto av Nunziato Porta, som i sin tur bygger på Carlo Francesco Badinis libretto Le pazzie d'Orlando tonsatt av Pietro Alessandro Guglielmi 1771. Ursprungshistorien om Den rasande Roland skrevs av Ludovico Ariosto (1516-21).

## Historia
Nunziato Porta var engagerad vid operan i slottet Esterházy i Eisenstadt och det var han som föreslog librettot för Haydn. Operan var Haydns sista komiska och hade premiär den 6 december 1782 i Esterházy. Den blev hans mest populära opera och spelades i över 20 städer, vanligtvis i tyska översättningar.

## Personer
- Alcina, en trollkvinna (sopran)
- Angelica, drottning av Cathay (sopran)
- Medoro, förälskad i Angelica (tenor)
- Caronte (Charon), färjkarl i dödsriket (bas)
- Eurilla, en herdinna (sopran)
- Licone, en herde (tenor)
- Orlando, Paladin av Frankrike (tenor)
- Pasquale, Orlandos väpnare (tenor)
- Rodomonte, Kung av Barbareskkusten (bas)
- Herdar, herdinnor, vildar (kör)

## Handling
Kärleken mellan Angelica och Medoro hotas av riddarna Orlando och Rodomonte. Trollkvinnan Alcina står på deras sida. Orlando renas från sin ondska och de älskande förenas.